# Wir sind Helden
Wir sind Helden (Vi är hjältar) var ett tyskt band som grundades 2000 och fick sin första succé redan vintern 2002/03 med singeln "Guten Tag" som finns med som soundtrack i spelet FIFA Football 2004. Bandmedlemmarna är Judith Holofernes (sång och gitarr), Jean-Michel Tourette (gitarr och keyboard), Pola Roy (trummor) och Mark Tavassol (basgitarr).
Deras musik är en blandning av pop och Deutschrock. Texterna är ofta med charm och humor. Hittills har WSH varit mest framgångsrika i Tyskland, Österrike och Schweiz, men de har också uppträtt i London, Amsterdam och Paris.
2012 meddelade bandet att de kommer att göra ett uppehåll på obestämd tid. 2014 gav bandets före detta sångare Judith Holofernes ut sitt första soloalbum med titeln Ein leichtes Schwert.

## Diskografi
Album
- Die Reklamation (2003)
- Von hier an blind (2005)
- Soundso (2007)
- Bring mich nach Hause (2010)

Singlar
- "Guten Tag" (2003)
- "Müssen nur Wollen" (2003)
- "Aurélie" (2003)
- "Denkmal" (2004)
- "Gekommen um zu bleiben" (2005)
- "Nur ein Wort" (2005)
- "Von hier an blind" (2005)
- "Wenn es passiert" (2006)
- "Endlich ein Grund zur Panik" (2007)
- "Soundso" (2007)
- "Kaputt" (2007)
- "Die Konkurrenz" (2008)
- "Alles" (2010)